# Los Llanos (Las Gabias)
Los Llanos (o Los Chopos) es una localidad y pedanía española perteneciente al municipio de Las Gabias, en la provincia de Granada, comunidad autónoma de Andalucía. Está situada en la parte centro-sur de la comarca de la Vega de Granada. Anexo a esta localidad se encuentra el núcleo de Churriana de la Vega, y un poco más alejados están Gabia Grande, Cúllar Vega, Híjar, Pedro Verde, Gabia Chica y Armilla.
El pueblo está delimitado por la carretera de Alhama al sur, que la separa de la Base Aérea de Armilla; la carretera de Granada, que discurre junto al río Dílar al oeste; y Churriana de la Vega al noreste, con el que comparte diversas calles e incluso edificios.

## Historia

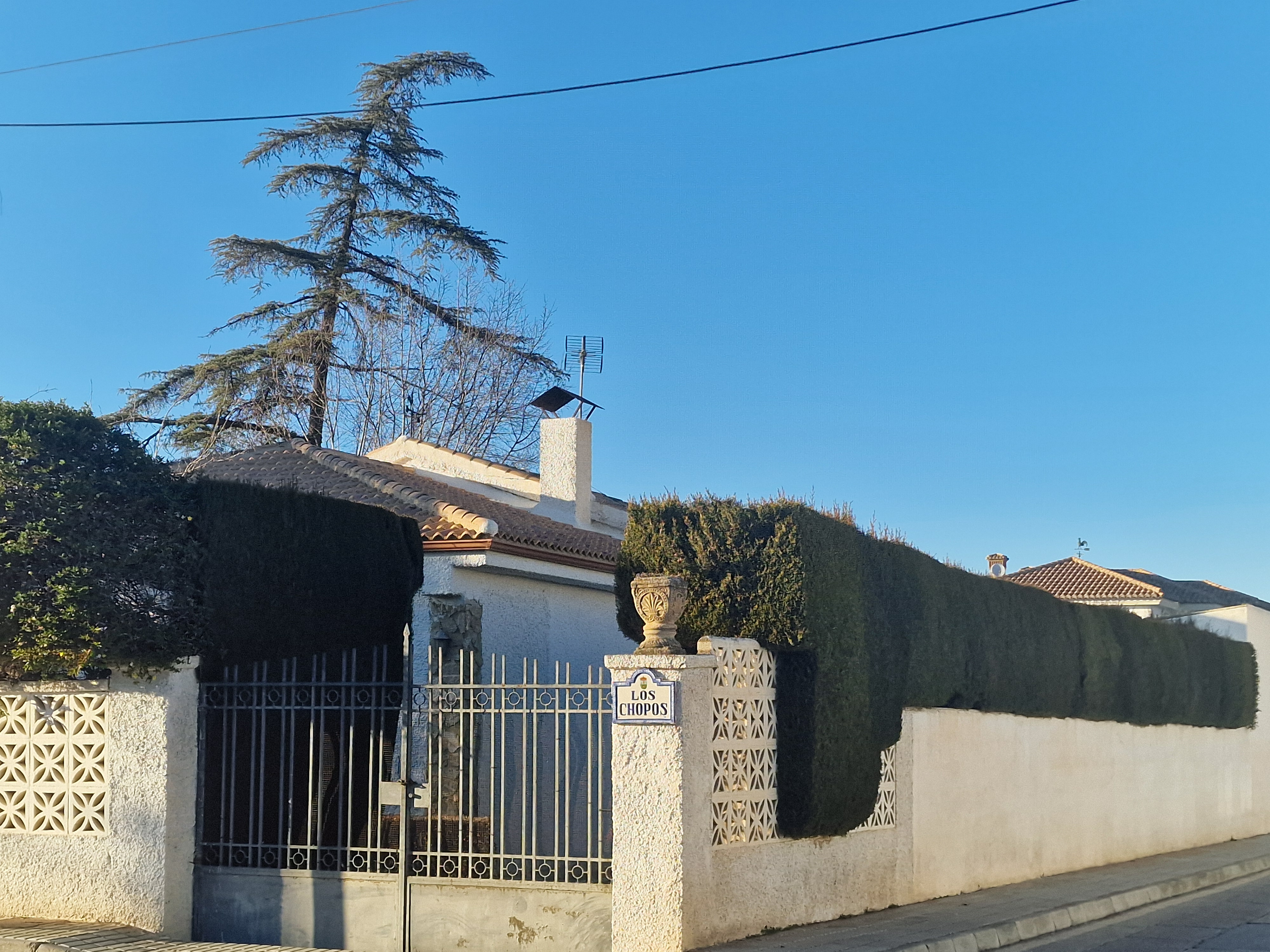
Calle Los Chopos

Los Llanos es una zona residencial formada por viviendas unifamiliares cuyas primeras construcciones se iniciaron en la segunda mitad del siglo XX en la denominada Urbanización Los Chopos. Más tarde se proyectarían las zonas de La Pradera y la Colonia de Santa Isabel, que conformarían junto con Los Chopos el núcleo de Los Llanos.

## Demografía
Según el Instituto Nacional de Estadística de España, en el año 2024 Los Llanos contaba con 795 habitantes censados, lo que representa el 3,41% de la población total del municipio.

### Evolución de la población
| Gráfica de evolución demográfica de Los Llanos entre 2014 y 2024 |
|                                                                  |
| Datos según el nomenclátor publicado por el INE.                 |

## Comunicaciones

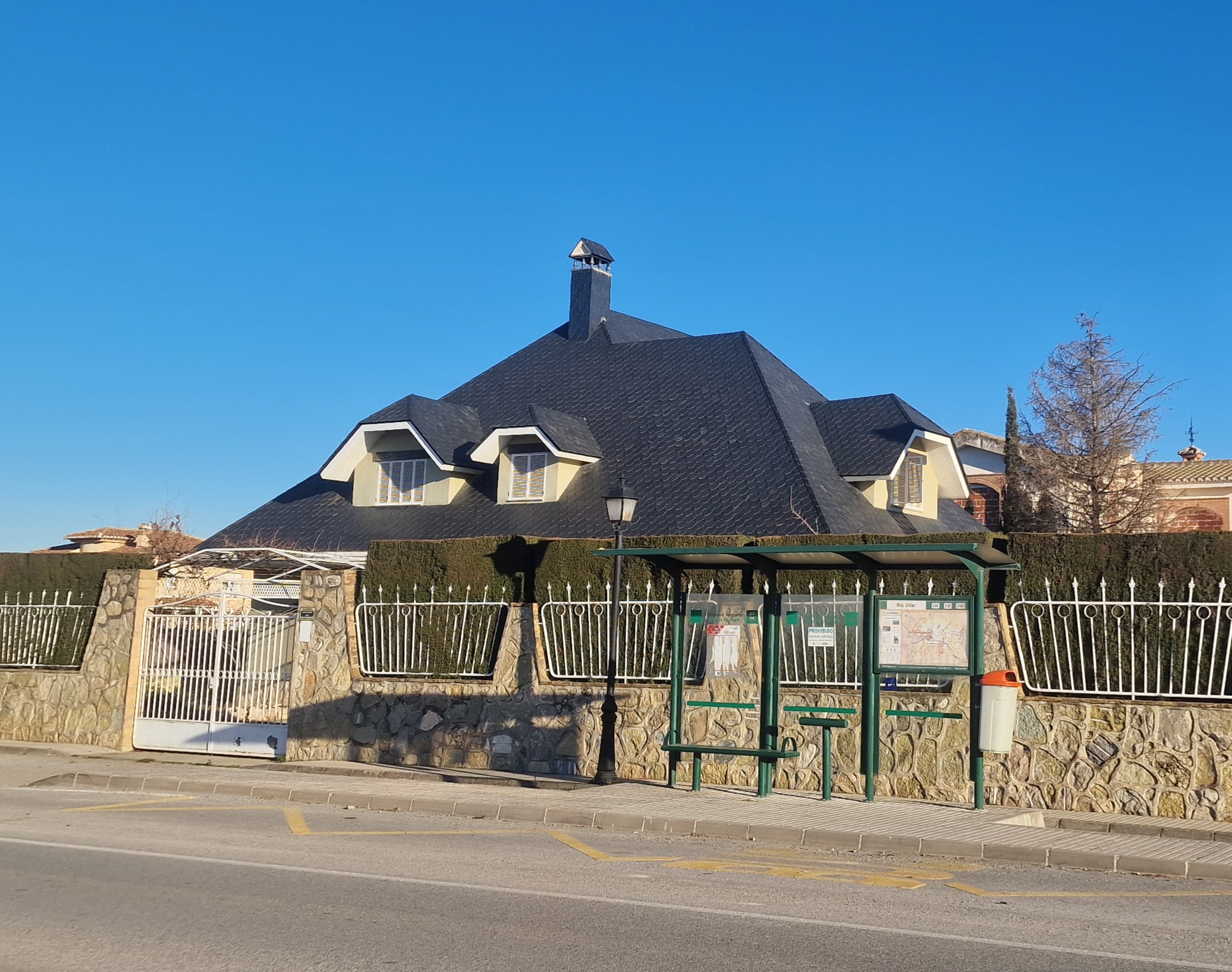
Casa situada junto a la carretera GR-3303, en la localidad de Los Llanos

### Carreteras
Las principales vías de comunicación que transcurren por esta localidad son:
| Identificador | Denominación                   | Itinerario                  |
| ------------- | ------------------------------ | --------------------------- |
| A-338         | De Granada a Alhama de Granada | Granada - Alhama de Granada |
| GR-3303       | De Granada a N-323             | Granada - Alhendín          |
| GR-3304       | De Armilla al Puente Los Vados | Armilla - Puente Los Vados  |

Algunas distancias entre Los Llanos y otras ciudades:
| Ciudades     | Distancia (km) |
| ------------ | -------------- |
| Gabia Grande | 1              |
| Granada      | 7              |
| Santa Fe     | 10             |
| Jaén         | 100            |
| Almería      | 166            |
| Murcia       | 296            |